# Eric Bengtsson
Eric Bengtsson, född 9 april 1905 i Asarums församling, Blekinge län, död 13 juli 1994 i Helsingborg, var en svensk väg- och vattenbyggnadsingenjör.
Bengtsson, som var son till Bernt Bengtsson och Karolina Mikaelsson, avlade studentexamen i Karlskrona 1925 och utexaminerades från Kungliga Tekniska högskolan 1930. Han var biträdande ingenjör vid Stockholmsförorternas regionsplanekontor 1930−1931, i Stockholms stads gatukontor 1931−1936, rörnätsingenjör vid Malmö stads vatten- och avloppsverk 1936−1939 och var vattenverkschef vid Helsingborgs stads vattenverk från 1939 till pensioneringen.